# Heterosmylus yunnanus
Heterosmylus yunnanus är en insektsart som beskrevs av C.-k. Yang 1986. Heterosmylus yunnanus ingår i släktet Heterosmylus och familjen vattenrovsländor. Inga underarter finns listade i Catalogue of Life.